# Metal (альбом Annihilator)
Metal — двенадцатый студийный альбом канадской метал-группы Annihilator, выпущенный 16 апреля 2007 года на лейбле SPV/Steamhammer. Тем не менее, он не был выпущен в Соединенных Штатах до 15 января 2008 года. Уотерс собрал множество приглашенных музыкантов для исполнения альбома.

## Список композиций
Слова и музыка всех песен — Джефф Уотерс, кроме «Couple Suicide» — слова и музыка Danko Jones.
| №   | Название                                                   | С участием                               | Длительность |
| --- | ---------------------------------------------------------- | ---------------------------------------- | ------------ |
| 1.  | «Clown Parade»                                             | Джеф Лумис из Nevermore                  | 5:14         |
| 2.  | «Couple Suicide»                                           | Danko Jones; Ангела Госсов из Arch Enemy | 3:54         |
| 3.  | «Army of One»                                              | Стив «Липс» Кудлоу из Anvil              | 6:01         |
| 4.  | «Downright Dominate»                                       | Алекси Лайхо из Children Of Bodom        | 5:13         |
| 5.  | «Smothered»                                                | Андерс Бьорлер из The Haunted            | 5:09         |
| 6.  | «Operation Annihilation»                                   | Майкл Эмотт из Arch Enemy                | 5:16         |
| 7.  | «Haunted»                                                  | Еспер Стрёмблад из In Flames             | 8:05         |
| 8.  | «Kicked»                                                   | Кори Бьёлье из Trivium                   | 5:56         |
| 9.  | «Detonation»                                               | Джейкоб Бантон из Lynam                  | 3:54         |
| 10. | «Chasing the High»                                         | Уилл Адлер из Lamb of God                | 6:16         |
| 11. | «Heavy Metal Maniac» (Japanese bonus track; Exciter cover) | Дэн Бихлер и Алан Джеймс Джонсон         | 3:53         |

| №   | Название                     | Длительность |
| --- | ---------------------------- | ------------ |
| 1.  | «Carnival Diablos»           | 5:06         |
| 2.  | «Time Bomb»                  | 4:46         |
| 3.  | «Blackest Day»               | 5:06         |
| 4.  | «My Precious Lunatic Asylum» | 5:46         |
| 5.  | «Shallow Grave (Live)»       | 5:04         |
| 6.  | «Murder»                     | 4:26         |
| 7.  | «Tricks and Traps»           | 4:57         |
| 8.  | «Refresh the Demon»          | 5:26         |
| 9.  | «Ultra Paranoia»             | 4:28         |
| 10. | «King of the Kill»           | 3:11         |
| 11. | «Second to None»             | 0:52         |

## Участники записи
- Дейв Падден — вокал, гитара
- Джефф Уотерс — гитара, бас-гитара, вокал в «Operation Annihilation»
- Майк Манджини — ударные